# Leopold Auspitz
Leopold Auspitz (* 5. Dezember 1838; † 23. Februar 1907) war ein österreichischer k.k. Generalmajor und Schriftsteller. Er veröffentlichte auch unter dem Synonym "Egon Berg" und "Conrad Kurz".

## Biografie
Leopold Auspitz kam als Sohn des Wundarztes und Chirurgen Moritz Auspitz (1803–1880) in Mikulov in Mähren zur Welt, sein älterer Bruder Heinrich Auspitz (1835–1886) war ein bekannter Dermatologe. Im Jahre 1840 siedelte die Familie nach Wien um, wo der Vater eine Stelle am jüdischen Hospital in Wien antrat, um seinen Söhnen eine bessere Ausbildung zu ermöglichen. Leopold diente im k.u.k. Infanterie-Regiment Freiherr von Hess Nr. 49 und nahm an den Feldzüge von 1859, 1866 und 1878 teil. Er ehelichte Henriette Eggenberg (* um 1846; † 1895), mit ihr hatte er zwei Kinder:
1. Christine Auspitz (* 27. Februar 1878 in Iglau (Jihlava); † 15. April 1928 in Graz), welche Literarhistorikerin und eine der ersten promovierten Frauen in Österreich war.
2. Walther Ernst von Auspitz (* 30. Oktober 1888 in St. Pölten; † 19. Januar 1974 in Wien), welcher ab 1920 den Namen seiner Ur-Urgroßmutter, einer "Conrad von Heydendorff", annahm (auch: "Auspitz-Heydendorff"), k.u.k. Offizier und Genealoge.

Es ist bekannt, dass Leopold zum römisch-katholischen Glauben konvertierte.

## Werke
- Betrachtungen über den Ostasiatischen Krieg in "Die Fackel"[4]
- Das Buch der Bücher, Sterne vom Denker- und Dichterhimmel aller Zeiten und Völker, in Aphorismen der Welt-Literatur gesammelt und geordnet von Egon Berg, K. Prochaska, 1873
- Syn. Egon Berg: Das Buch der Bücher: Aphorismen der Welt-Literatur, Band 1 Geist und Welt, Band 2 Herz und Natur, Prochaska 1884/1885
- Der Stil. Zum Gebrauche für Mittelschulen und zum Selbstunterrichte, 1886
- Das Infanterieregiment Freiherr von Hess NR.49: Eine Chronik nach den Weisungen des Regiments K.k. Hofbuchdruckerei Kerl Prochaska Teschen 1889 (Reprint: BiblioBazaar 2010, ISBN 1-142-74253-9)
- Leopold Auspitz, Paul Auspitz: Meister-Prosa. 2 Bände, Prochaska, 1895
- Aus bewegter Zeit: Abhandlungen und Reden, Braumüller Wien, Leipzig 1904 (Neuauflage Kessinger Pub Co 2010, ISBN 1-160-30706-7)
- Nackt, 1905